# 1656 en philosophie
Chronologie de la philosophie
- 1652
- 1653
- 1654
- 1655
- 1656
- 1657
- 1658
- 1659
- 1660

L’année 1656 a été marquée, en philosophie, par les événements suivants :

## Publications
- Henry More : Enthusiasmus Triumphatus, or a Discourse of the Nature, Causes, Kinds, and Cure of Enthusiasme; written by Philophilus Parrasiastes, and prefixed to Alazonomastix his Observations and Reply, &c., 1656.

- Thomas Hobbes : 
  - The questions concerning Liberty, Necessity and Chance, (1656), EW V 1-455.
  - Six Lessons to the Professors of the Mathematics (1656), EW VII, 181-356.

- Blaise Pascal : Les Provinciales (Correspondances 1656-1657)

- Charles de Saint-Évremond : Conversation du maréchal d’Hocquincourt avec le Père Canaye (1656)
- James Harrington : La Communauté d'Oceana

## Naissances
- Laurent Duhan, est un philosophe français, né à Chartres vers 1656 et mort à Verdun le 16 décembre 1726.

## Décès
- 30 octobre à Rome : Ferrante Baffa Trasci (né le 27 août 1590 à Bisignano) est un théologien et un philosophe italien.